# Nová ekonomická politika

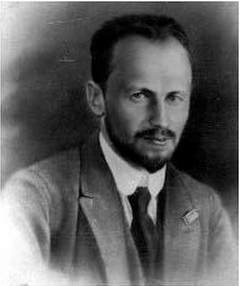
Nikolaj Bucharin, přední zastánce Nové ekonomické politiky

Nová ekonomická politika (NEP; новая экономическая политика, novaja ekonomičeskaja politika) byla politika omezeného soukromého podnikání zahájená sovětskou vládou v březnu 1921 po 10. sjezdu komunistické strany. Tento nový plán vyhlásil Lenin z tribuny 10. sjezdu strany 15. března 1921. NEP byl především agrární program, dále se týkal obchodu a některých odvětví průmyslu. NEP byl opuštěn v roce 1929.

## Podmínky: hospodářská krize
Komunisté po získání moci během občanské války nutně potřebovali zajistit dodávky potravin pro Rudou armádu. To vedlo k praktikám vymáhání dávek, respektive zabavování většiny produkce zemědělskému obyvatelstvu, což bylo nazýváno válečný komunismus. V roce 1921 byla situace jiná: občanská válka byla vybojována, zemědělské obyvatelstvo, posílené návratem demobilizovaných vojáků, se již neobávalo restaurace starého režimu a tím ztráty půdy, kterou získalo na úkor velkostatkářů během revoluce. Změna postoje k vládě se projevovala kromě protestů především dalším poklesem zemědělské produkce. Rolníci, kteří z výsledku své práce neměli užitek, neměli motivaci zemědělství rozvíjet.
Nedostatečné zásobování potravinami ve spojení s celkovým vyčerpáním a rozvrácením země důsledkem občanské války se projevilo vážnou hospodářskou krizí. Po vypuknutí kronštadtského povstání se ke krizi hospodářské přidala i krize politická a situace se stala o to naléhavější.

## Zdůvodnění
Katastrofální hospodářskou situaci měla řešit právě NEP. Rusko jakožto zaostalá zemědělská země ještě neprošla buržoazním obdobím, které akumulací zisků umožní rozvoj průmyslu. Ten tedy musí proběhnout pod vedením komunistické strany a je k tomu potřeba kapitál. Částečný, dočasný návrat k tržnímu hospodářství umožní zvýšení zemědělské produkce a vzniklou nadprodukci využít pro investice do průmyslu a zároveň pro výživu rostoucí dělnické populace. Teprve po vybudování průmyslové základny, po deseti, dvaceti letech, bude možné přistoupit k postupné kolektivizaci zemědělství. Takto zdůvodněnou dočasnou, realistickou hospodářskou politiku, která byla v zásadě v rozporu s komunistickými dogmaty řízení a plánování, obhajoval zejména Nikolaj Bucharin.

## Průběh
Po zaplacení naturální daně mohli rolníci se svou produkcí volně nakládat. NEP ovšem právě jen toleroval existenci soukromého podnikání a soukromého obchodu vedle státního. Nicméně zákazník měl možnost volby. Statistika za rok 1923 udává 77 % velkoobchodní výměny jako státní, 8 % družstevní a 15 % jako soukromou. Maloobchodní prodej oproti tomu je 93 % v rukou soukromníků a jen 7 % je státní obchod.
Politika NEPu se zpočátku držela utopie. Výměna zboží byla sice povolena, ale ani zdaleka to neznamenalo nějaký volný trh. Doprava téhož zboží byla například povolena nanejvýše povozy taženými jedním koněm, a vůbec už ne železnicí. Takže se spíše jednalo o limitovaně tolerovanou výměnu zboží než o nějaký obchod. Ale už koncem roku se ukázalo, že je dokonce i nad síly bolševického vedení a jeho totalitní moci udržet obchod v předepsaných mezích, především obchod se zemědělskými plodinami, a tak omezení musela být zrušena.
Totální změnu zaznamenal průmysl. Tvorba živností byla nejen povolena, ale podněcována, a větší podniky nabízeny do pronájmu. Zahraničnímu kapitálu byl povolen vstup do země a udělovány rozsáhlé koncese a těžební práva.
NEP ukončil předlouhé debaty tvůrců nového řádu o tom, proč je nucená práce neproduktivní, protože náhle se i jen částečně svobodná práce stala produktivní.
Kromě hodnot „proletářské revoluce“, které nebyly nikdy zneuznány, se objevila kapitalistická vrstva „nepmanů“, kterým sice nebyla přiznána žádná politická moc, ale bylo jim dovoleno, byť doslova na sopce systému, existovat. Navíc mohli operovat nemalými finančními prostředky. Otevíraly se herny a kabarety, objevily se automobily a kočáry, kožichy a šperky, luxusní restaurace.

## Opuštění NEPu
Od počátku měla NEP své odpůrce zleva, ze strany ortodoxních zastánců socialistického hospodářství, kterým vadil kompromis a přežívající principy tržního hospodářství ve „vlasti socialismu". Diskuse o hospodářské politice propukla hned po zlepšení situace v roce 1923. Trockij požadoval preferenci těžkého průmyslu a rozšíření pravomoci Státní plánovací komise (Gosplan). Přes kritiku části komunistů však NEP zůstával sovětskou linií i nadále. Ještě v dubnu 1928 Stalin prohlásil, že NEP je a ještě dlouho zůstane základem sovětského hospodářství.
V květnu téhož roku se však pod dojmem zprávy Gosplanu o možnostech rozvoje průmyslu a informací o klesajícím přísunu obilí Stalin přiklonil k opuštění NEPu a návratu k principům válečného komunismu. K prosazení změny došlo až v roce 1929, po upevnění Stalinovy pozice a potření opozice včetně hlavního obhájce NEPu, Bucharina. V praxi se nová hospodářská politika projevila zahájením kolektivizace zemědělství a v průmyslu vyhlášením první pětiletky.

## Období NEP v sovětské kultuře
- Ilf a Petrov: Zlaté tele
- Michail Bulgakov: Mistr a Markétka